# Године
Године је седми студијски албум Вики Миљковић, који је изашао за Гранд продукцију 2001. године.

## Списак песама
| Редни број | Назив                     | Трајање |
| 1          | Трећи човек               | 3:56    |
| 2          | Горо сестро               | 4:08    |
| 3          | Кобне грешке              | 3:14    |
| 4          | Године                    | 3:09    |
| 5          | Ђаволова невеста          | 3:29    |
| 6          | Пет минута                | 2:53    |
| 7          | Не гледај ме тако         | 3:24    |
| 8          | Сањала сам ружан сан      | 3:49    |
| 9          | Ново                      | 3:33    |
| 10         | Ако има правде            | 3:50    |
| 11         | Туга и сузе мене се плаше | 3:29    |
| ---------- | ------------------------- | ------- |